# Michael Klar

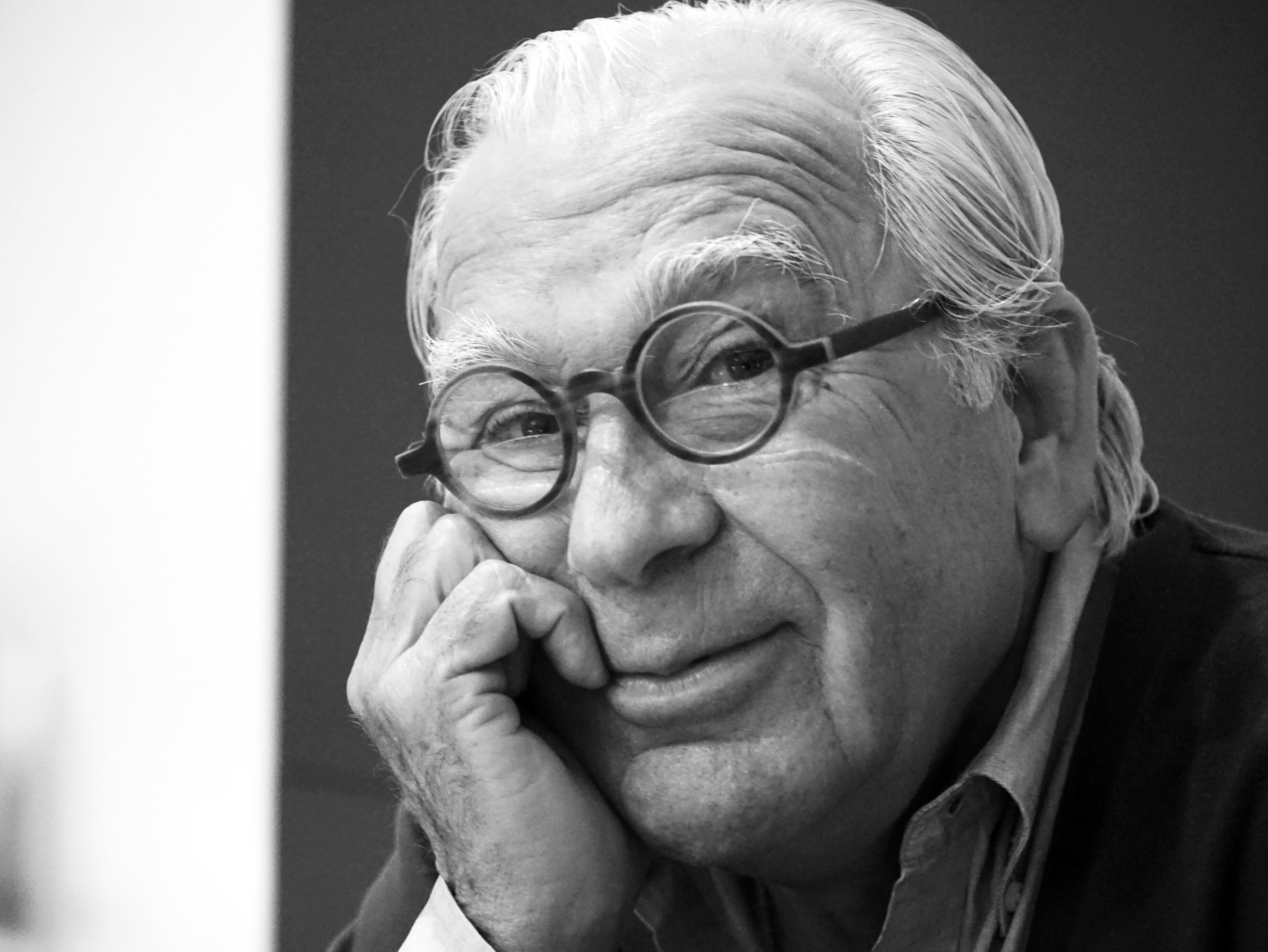
Michael Klar, Berlin 2013

Michael Klar (* 2. Mai 1943 in Berlin; † 2. September 2023 ebenda) war ein deutscher Grafiker, Gestalter und Hochschullehrer.

## Leben und Werk
Michael Klar absolvierte in Berlin eine Ausbildung als Fotograf am Lette-Verein. Von 1963 bis 1966 und 1967/1968 studierte er Visuelle Kommunikation an der Hochschule für Gestaltung Ulm, unter anderem bei Otl Aicher, Herbert W. Kapitzki und Tomás Maldonado.
In den Jahren 1966 und 1967 war er dort Assistent und als Mitarbeiter in der Arbeitsgruppe Kapitzki/Ohl am Projekt Pavillon der Bundesrepublik Deutschland bei der Weltausstellung Expo 67 im kanadischen Montreal beteiligt. 1968 machte er das Diplom der HfG und war Vertreter der Studierenden im Jahr der Schließung der HfG Ulm. Der theoretische Teil seiner Diplomarbeit trug den Titel Kritik an der Rolle des Design in der Verschwendungsgesellschaft, der praktische Teil unter dem Titel Alphanumerisches System für automatengesteuerte Zeichner.
Von 1968 bis 1970 arbeitete er am Aufbau des Holzäpfel Projekt Instituts mit. Mit Bernd Meurer gründete er 1970 die Projekt Co', ein Büro für Gestaltung in Ulm. 1972 erhielt Klar die Professur für Visuelle Gestaltung an der Hochschule für Gestaltung Schwäbisch Gmünd, deren Lehrkonzepte er maßgeblich prägte.
Von 1992 bis 2008 lehrte er an der Hochschule der Künste Berlin, dann Universität der Künste als Professor für Visuelle Kommunikation am Institut für Transmediale Gestaltung.
Parallel zu seiner Tätigkeit an der UdK Berlin war Klar von 1992 bis 1994 Gründungsdekan der Fakultät Gestaltung an der Hochschule für Technik und Wirtschaft Dresden. Zudem hatte er unter anderem verschiedene Gastprofessuren an der Ohio State University in Columbus, an der Emily Carr University of Art and Design in Vancouver und an der Università Iuav di Venezia in Venedig.
Michael Klar lebte und arbeitete als Gestalter in Berlin. Dort verstarb er am 2. September 2023. Er ruht auf dem Berliner Friedhof Heerstraße.

## Veröffentlichungen (Auswahl)
- Ulmer Statistik, Ulm 14/15/16 1965
- Zeichensysteme, Dynamische Fernsehanzeige, Ulm 17/18 1966
- aus der hfg: ein Beitrag zur Expo ‘67 in Montreal, Ulmer Forum Heft 2/1967
- Kritik an der Rolle des Design in der Verschwendungsgesellschaft, Format 20, Nr. 2/1969
- Studieneinführung Design, Aspekte, Nr. 3/1973
- Kommunikation und Praxis, Kritik der Alltagskultur, Ästhetik + Kommunikation 1979
- Ausbildung ist Praxis, Format 80, Nr. 4/1979
- HfG Synopse, Hrsg. N. H. Roericht, Ulm 1982
- Geschichte der Produktivkräfte, Michael Klar u. a. VSA Verlag 1982
- Erscheinungsbild für einen Büromöbelhersteller, Novum, Nr. 5/1984
- Michael Klar, Rasegna, Anno VI, 19/3 Settembre 1984
- Michael Klar, The European Iceberg, Creativity in Germany and Italy Today, Art Gallery of Ontario, Mazzotta 1985
- Ulm … die Moral der Gegenstände, Ernst und Sohn 1987
- Geschichte der Produktivkräfte, zgraf 1987
- Der Gestalter als Autor, Werk+Zeit, Nr. 3/4 1983
- Wir fliegen alle durchs Ozonloch, Design Report, Nr. 9/1989
- Designed in Germany, Hrsg. M. Erlhoff, Prestel 1990
- Fachhochschule für Gestaltung Schwäbisch Gmünd, Novum, Nr. 9/1991
- Diskussion zwischen zwei großen deutschen Typographen Klar – Kroeplien, Druckspiegel, Nr. 6/1991
- Objekt+Objektiv=Objektivität? Fotografie an der HfG, HfG Archiv Ulm, 1991
- International Exhibition of Graphic Design + Communication, Zagreb, zgraf, Nr. 6/1991
- Globoscope, Form + Zweck, Nr.4+5/1992
- Globale Information – ein Projekt, Zukunft des Raums, campus 1994
- Integriertes Verkehrskonzept, Olympia Express 2000, IDZ Berlin 1994
- Sprechende Bauten, design report 9/1995
- Globale Information – ein Projekt, Positionen zur Gestaltung, Bremen 1995
- Freunde und Begegnungen, Süddeutsche Verlagsgesellschaft 1997
- Das Ganze ist mehr als die Summe seiner Teile, Kompendium Corporate Identity und Corporate Design, av edition, 1997
- Gestaltung im Projekt der Moderne, av edition, 1997
- Design ist verkommen, design is a journey, Springer Verlag 1997
- Kouakourou – Tokio, Designtheorie, anabas 2001
- Institut für Transmediale Gestaltung, Hochschule der Künste Berlin, 2001
- tomás, seniorservice books, Mailand 2002
- Konkrete Utopie HfG, design report 10/2003
- Berlin Nachtausgabe, Berlin Night Edition, Hrsg. Michael Klar, nicolai 2007
- PingPongProjekt, Ein Projekt der Grafikdesign-Ausbildung… Hrsg. Severin Wucher, Gao Yi, Jiangxi Fine Arts Publishing House, 2008
- Kritik an der Rolle des Design in der Verschwendungsgesellschaft, Design, Texte zur Geschichte und Theorie, Reclam, Universal-Bibliothek, Stuttgart 2018